# Parròquia de Līgo
La Parròquia de Līgo (en letó: Līgo pagasts) és una unitat administrativa del municipi de Gulbene, Letònia. Abans de la reforma territorial administrativa de l'any 2009 pertanyia al raion de Gulbenes.

## Pobles, viles i assentaments
- Līgo (centre parroquial)
- Jaunāmuiža
- Līgomuiža
- Siltais.

## Hidrologia

### Rius
- Asarupe
- Liede
- Nidrīte
- Ušurupe